# 大有有諸
大有有諸（だいゆう ゆうしょ）は、室町時代中期の臨済宗の僧。

## 経歴・人物
太清宗渭の室に入り、その法を嗣ぐ。播磨宝林寺、京都建仁寺を経て、のち文安4年（1447年）南禅寺の160世となった。